# Смеречка
Смеречка (укр. Смеречка) — село в Стрелковской сельской общине Самборского района Львовской области Украины.
Население по переписи 2001 года составляло 328 человек. Занимает площадь 0,871 км². Почтовый индекс — 82096. Телефонный код — 3238.